# Kanchanaburi (Provinz)

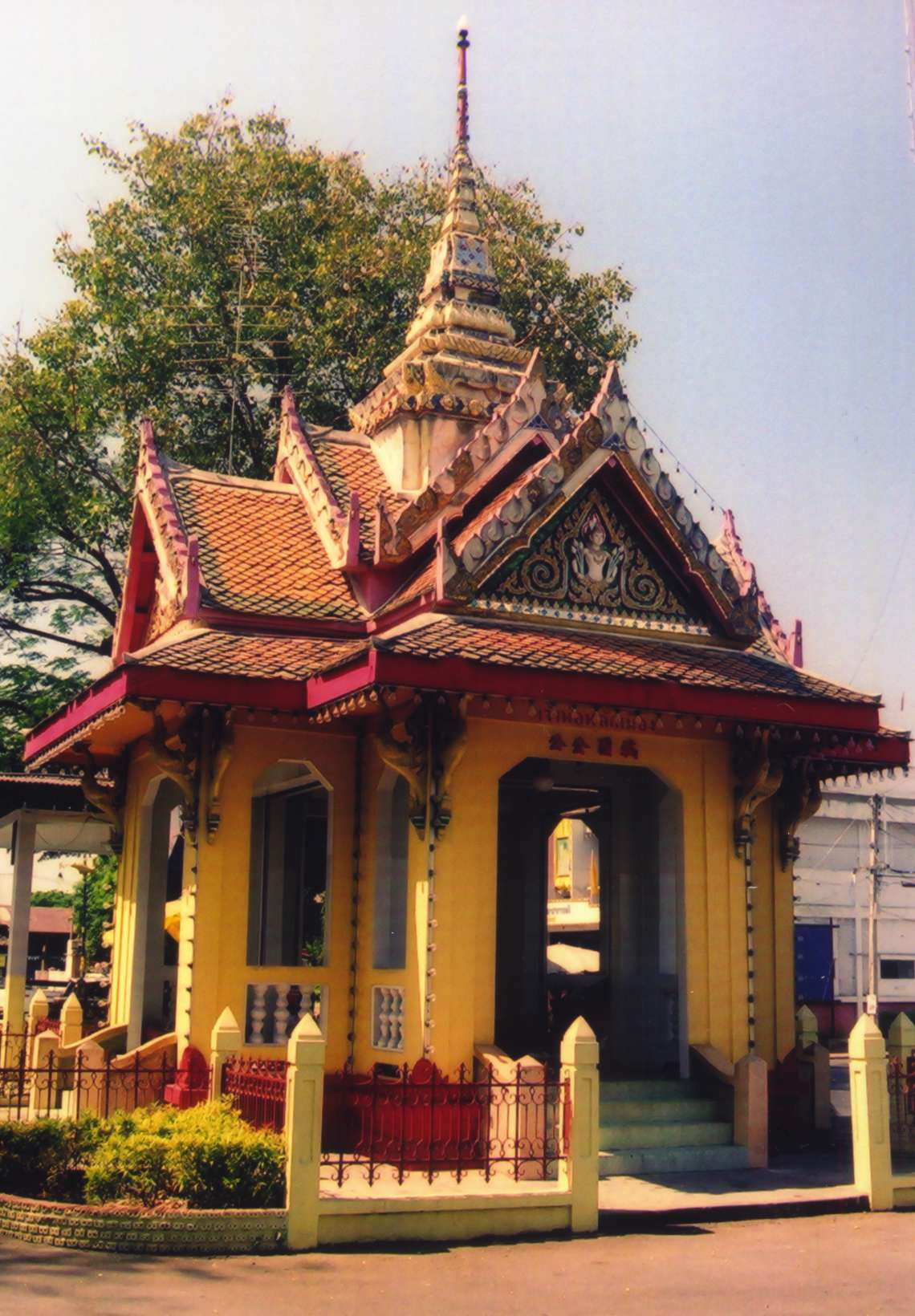
Schrein mit der Stadtsäule (Lak Müang) von Kanchanaburi

Kanchanaburi (Thai: กาญจนบุรี) ist eine Provinz (Changwat) im westlichen Teil der Zentralregion von Thailand. Die Hauptstadt der Provinz Kanchanaburi heißt ebenfalls Kanchanaburi.

## Lage
Die Provinz Kanchanaburi liegt etwa 110 Kilometer nordwestlich von Bangkok an der Grenze zu Myanmar (Birma). Die Landschaft besteht hauptsächlich aus Regenwaldgebieten, zerklüfteter Berglandschaft, Wasserfällen und Höhlen. Hier liegt auch das Quellgebiet der beiden Flüsse Mae Nam Khwae Yai und Mae Nam Khwae Noi („River Kwai“), die nahe der Provinzhauptstadt zusammenfließen, und von dort an den Mae Nam Mae Klong (Mae-Klong-Fluss) bilden.
| Angrenzende Provinzen und Gebiete: | Angrenzende Provinzen und Gebiete: |
| ---------------------------------- | ---------------------------------- |
| Norden                             | Tak und Uthai Thani                |
| Osten                              | Suphan Buri und Nakhon Pathom      |
| Süden                              | Ratchaburi                         |
| Westen                             | Landesgrenze zu Myanmar            |

### Wichtige Flüsse
Mae Nam Khwae Yai, Mae Nam Khwae Noi, Mae Nam Mae Klong.

## Klima
Das Klima ist heiß mit relativ viel Regen. Die Temperaturen schwanken relativ stark für die Verhältnisse in Thailand: Höchsttemperaturen 35 bis 19 °C, Tiefsttemperaturen 7 bis 20 °C.

## Wirtschaft und Bedeutung

### Allgemeines
Die fruchtbare Landschaft ermöglicht eine intensive Landwirtschaft: Reis, Zuckerrohr und Obst. Im Gebirge liegen viele Minen für Erze und Schmucksteine.
Die Gegend um Kanchanaburi ist ein beliebtes Ausflugsziel der Bevölkerung von Bangkok und wird auch von vielen Touristen besucht, die sich die Naturschönheiten und die berühmte Brücke über den Kwai und die Gedenkstätten für die Opfer des Baus der Thailand-Burma-Eisenbahn anschauen.
Im Jahr 2011 betrug das „Gross Provincial Product“ (Bruttoinlandsprodukt) der Provinz 76,269 Milliarden Baht, das entspricht 95.744 Baht pro Einwohner.
Die am stärksten zur Wirtschaftsleistung der Provinz beitragende Branche war im Jahr 2011 das verarbeitende Gewerbe mit 22,987 Mrd. Baht, gefolgt von der Landwirtschaft mit 17,025 Mrd. Baht, dem Groß- und Einzelhandel mit 7,357 Mrd. Baht sowie Verwaltung, Verteidigung und verpflichtender Sozialversicherung mit 6,652 Mrd. Baht.

### Staudämme

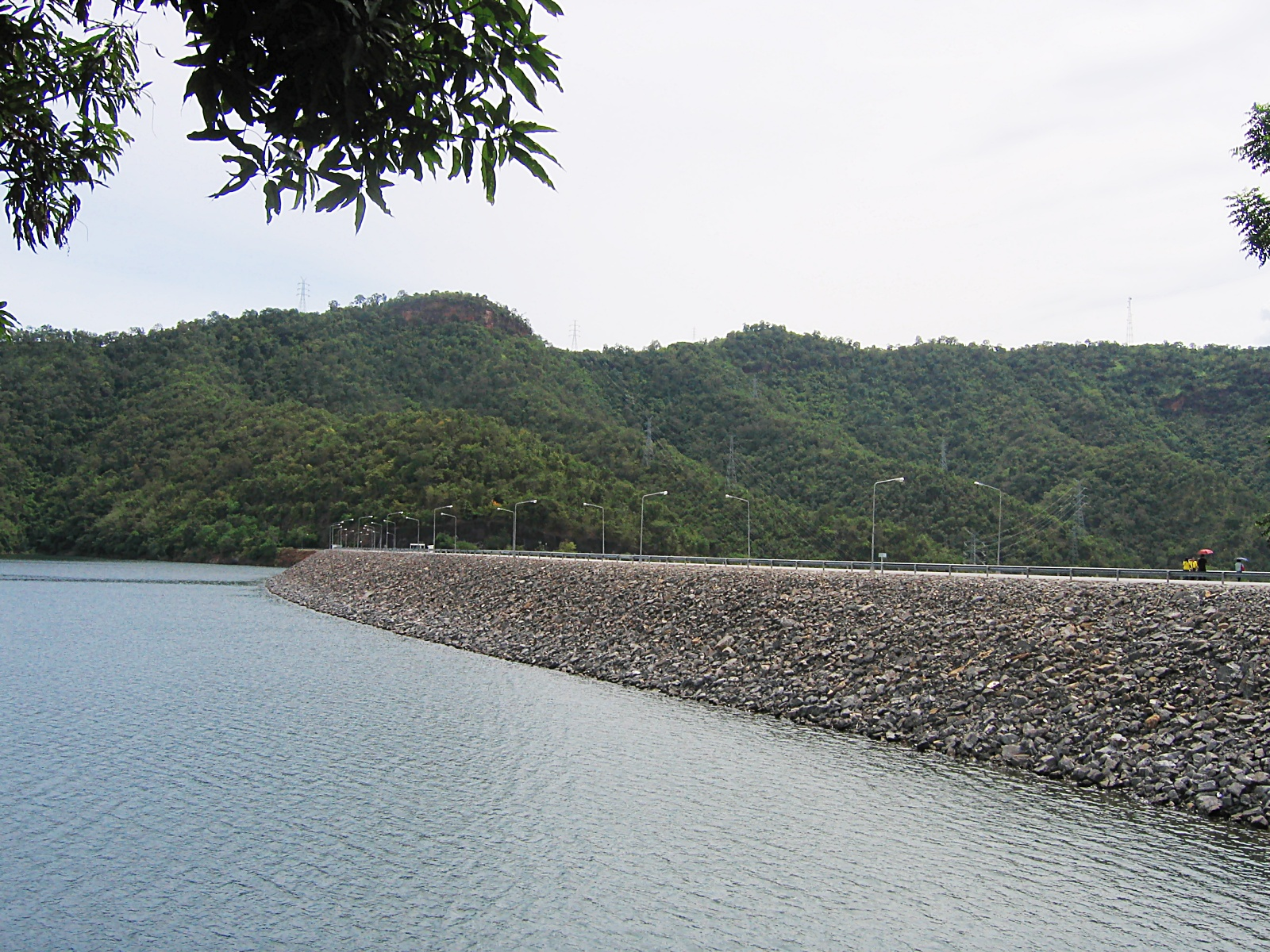
Si-Nakharin-Staudamm

- Si-Nakharin-Talsperre (Amphoe Si Sawat) – 64 km westlich der Provinzhauptstadt, in der Nähe des Erawan-Wasserfall; die Anlage erzeugt ca. 720 MW.
- Tha Thung Na – Regulierungsdamm, der auch zur Bewässerung dient, erzeugt 38 MW
- Khao Laem (Amphoe Thong Pha Phum) – die Anlage erzeugt ca. 300 MW; am Ufer des Stausees steht eine alte Tempelanlage der Mon mit Buddha-Schreinen

Strom aus den Wasserkraftwerken wird nach Bangkok geliefert.

## Geschichte
Die steinzeitliche Besiedlung der Gegend ist nachgewiesen und kann unter anderem in Ban Kao besichtigt werden, siehe Nationalmuseum Ban Kao.
Während der Regierung von König Rama I. (reg. 1782–1809) führte man ein umfassendes Steuersystem ein, unter anderem auch für Alkohol. Kanchanaburi wurde dabei zusammen mit Ratchaburi und Samut Songkhram verwaltet. Thailand war immer wieder von den Birmanen bedroht, die über den Drei-Pagoden-Pass eindrangen, das Land verwüsteten und Menschen als wohlfeile Arbeitskräfte mitnahmen. Deshalb ließ man in den 1820er Jahren befestigte Posten errichten, die von Mon besetzt wurden. Sie hatten zwar die Erlaubnis, ihre Familien hier anzusiedeln, doch wegen der immer wieder auftretenden Malaria ließen sie diese eher zu Hause. Anführer war Phaya Mahayotha, ein Sohn von General Cheng. Sie schlugen im Auftrag des Gouverneurs Rotholz (ไม้ฝาง, engl.: sapanwood) und schafften es nach Bangkok.

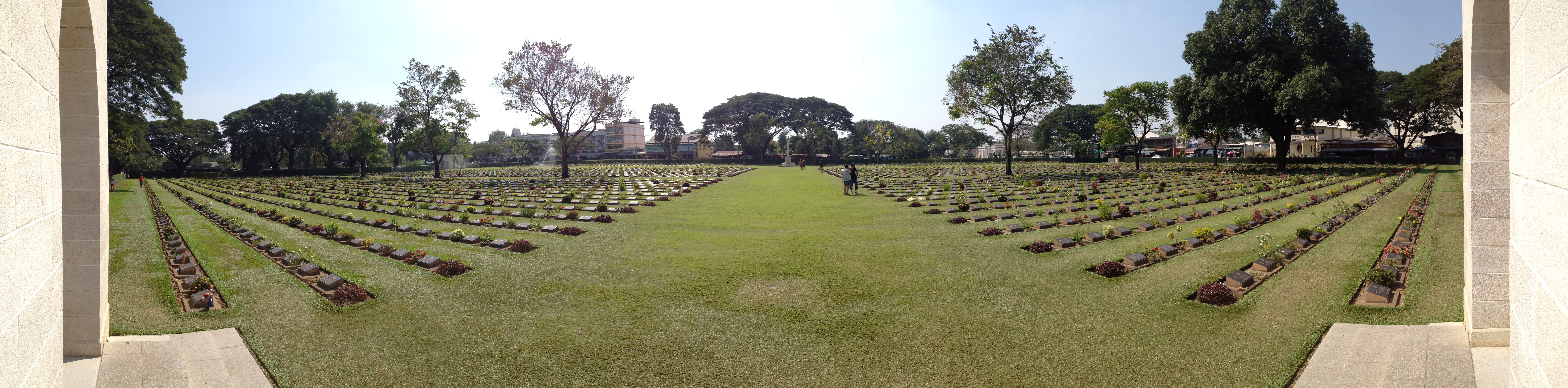
Friedhof der Kriegsgefangenen in Kanchanaburi

Die Provinz erhielt weltweite Bekanntheit durch den Film „Die Brücke am Kwai“, die nahe der Provinzhauptstadt über den Mae Klong gebaut wurde. Im Zweiten Weltkrieg planten die Japaner eine Eisenbahn quer durch Südostasien, um die gefährliche Seeroute durch die Straße von Malakka zu umgehen. Man baute ein Gefangenenlager, das mit britischen, amerikanischen, französischen, holländischen und anderen Gefangenen gefüllt wurde, die an der Eisenbahn bauen mussten. Mehrere Tausend Menschen fanden dabei den Tod.

## Archäologie
In der Provinz wurden mehrere archäologische Fundplätze entdeckt, darunter Sai Yok (Amphoe Sai Yok) und die Khao-Thalu-Höhle in Tambon Ban Kao.

## Sehenswürdigkeiten

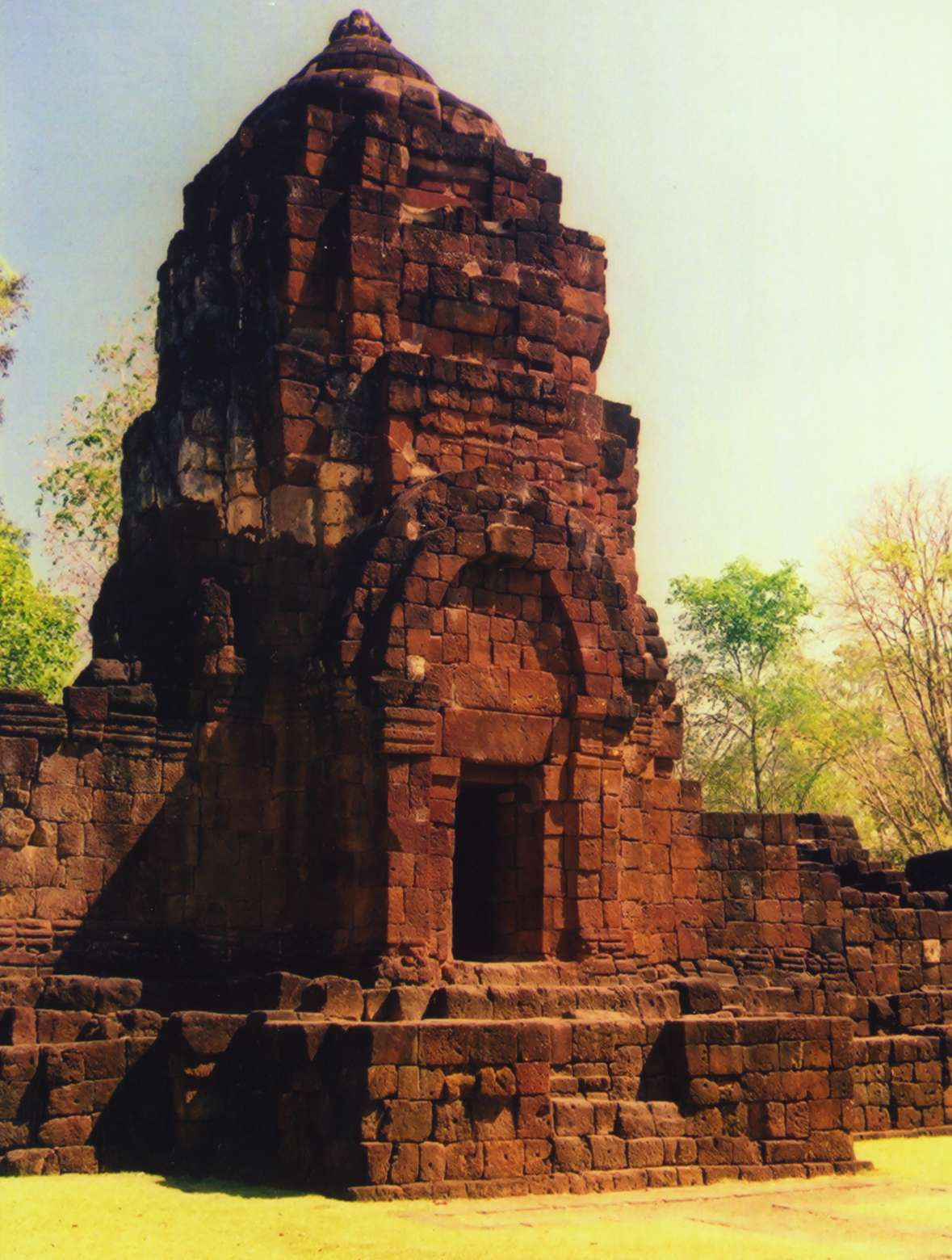
Mueang Sing

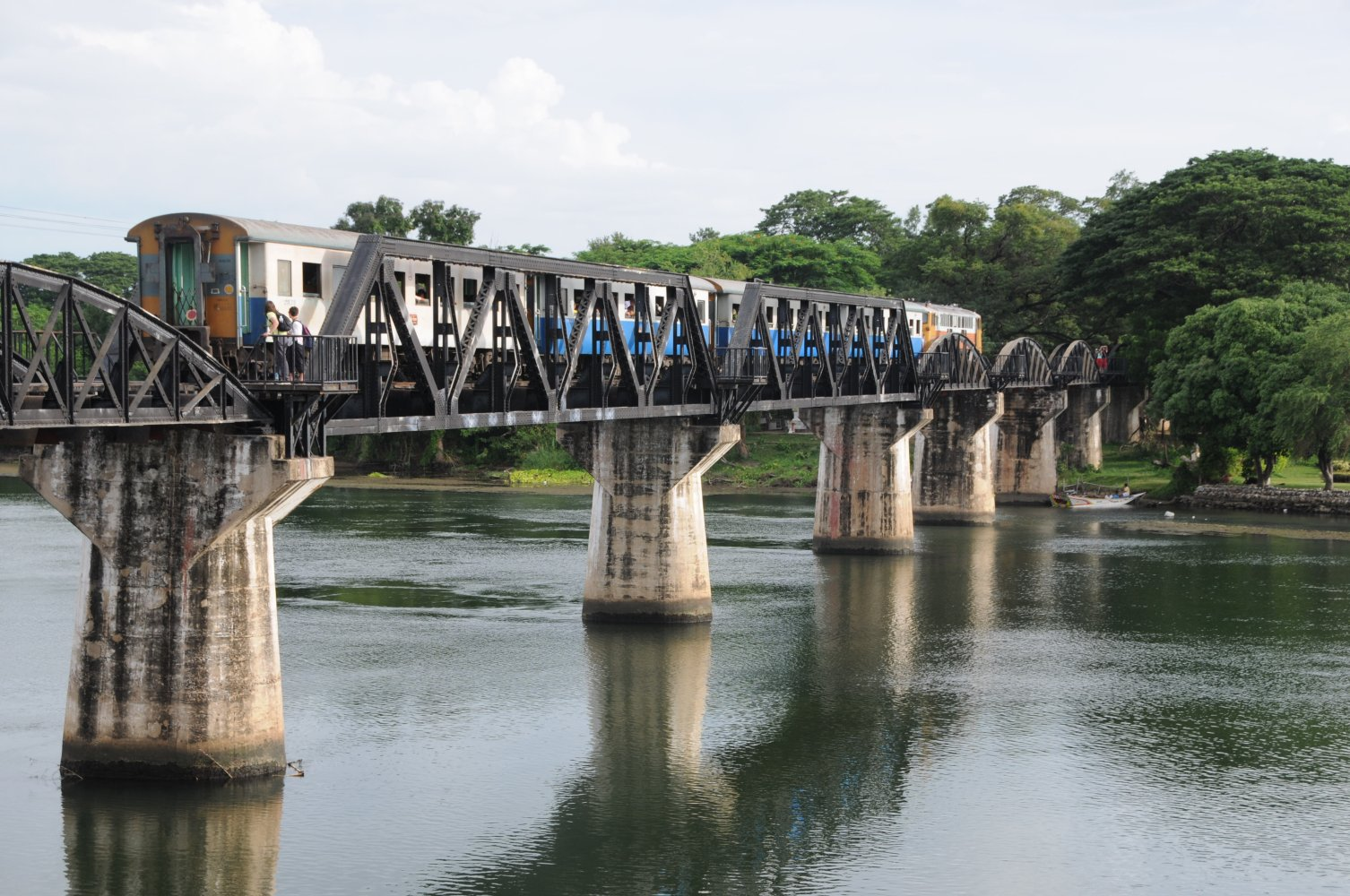
Brücke über den Khwae-Yai-Fluss, eines der bekanntesten Wahrzeichen der Provinz

### Museen
- Nationalmuseum Ban Kao – etwa 35 Kilometer nordwestlich der Provinzhauptstadt; steinzeitliche Begräbnisstätte, die Überreste und Werkzeuge zeigt
- Mueang Sing – historischer Park, der mit dem Prang Prasat Mueang Sing die westlichste Khmer-Ruine Thailands beherbergt
- Soldatenfriedhof Chong Kai (สุสานทหารสัมพันธมิตรเขาปูน - Soldatenfriedhof Khao Pun) – etwas außerhalb, südwestlich der Provinzhauptstadt liegt der Soldatenfriedhof am Westufer des Mae Nam Khwae Noi
- JEATH-Museum – Gefangenenmuseum zur Todesbahn innerhalb des Wat Chai Chumphon

### Tempel
- Wat Tham Mankhon Thong (วัดถ้ำวังมังกรทอง) – buddhistische Tempelanlage (Wat), die teilweise auf einem Berg liegt, von dem sich ein beeindruckendes Panorama ergibt

### Nationalparks
- Nationalpark Sai Yok – mit der Wang Pho-Brücke über den Mae Nam Khwae Noi, in der Nähe ein Waldgebiet mit Höhlen und der Schweinsnasenfledermaus, der kleinsten Fledermaus der Welt
- Erawan-Nationalpark, 550 Quadratkilometer groß; mit dem berühmten Erawan-Wasserfall, der sich über 1500 Meter und sieben Stufen erstreckt, sowie Tropfsteinhöhlen (die interessanteste bei Tham Phra Thai)

## Symbole

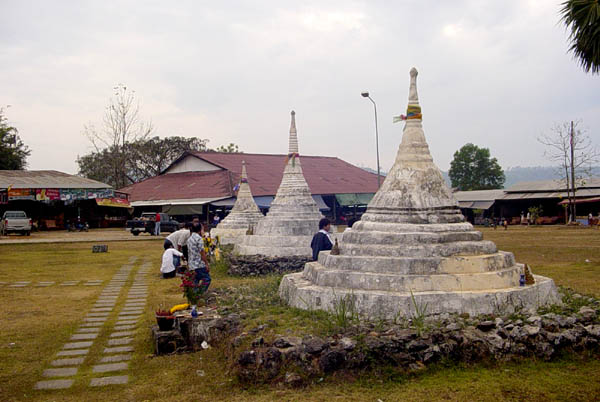
Drei Pagoden an der Grenze zu Birma

Das Siegel zeigt drei Chedis aus den Bergen von Ban Thad Thong am Drei-Pagoden-Pass nach Myanmar, in der Vergangenheit eine der wichtigsten Verkehrsverbindungen von den Handelsstädten am Indischen Ozean nach Siam.
Die lokale Blüte ist der Jasmin (Nycthantes arbortristis). Der lokale Baum ist der Lancewood (Homalium tomentosum).
Der Wahlspruch der Provinz Kanchanaburi lautet:
Kanchanaburi ist berühmt für seine Altstadt,
Khun Phaen, ein Charakter der Thai-Literatur, lebte hier in seiner Heimat,
Das Land des Drei-Pagoden-Passes,
Reich an Edelsteinen und Mineralen, nicht aus Glas,
Berühmt für die Brücke am Kwai,
Viele Wasserfälle kann man betrachten.

## Verwaltungseinheiten

### Provinzverwaltung
Die Provinz ist in 13 Kreise (Amphoe) eingeteilt. Die Kreise sind weiter unterteilt in 98 Gemeinden (Tambon) und 887 Dörfer (Muban).
| \| Nr. \| Amphoe-Name \| Thai \| \| --- \| -------------------------- \| ---------------- \| \| 1. \| Amphoe Mueang Kanchanaburi \| อำเภอเมืองกาญจนบุรี \| \| 2. \| Amphoe Sai Yok \| อำเภอไทรโยค \| \| 3. \| Amphoe Bo Phloi \| อำเภอบ่อพลอย \| \| 4. \| Amphoe Si Sawat \| อำเภอศรีสวัสดิ์ \| \| 5. \| Amphoe Tha Maka \| อำเภอท่ามะกา \| \| 6. \| Amphoe Tha Muang \| อำเภอท่าม่วง \| \| 7. \| Amphoe Thong Pha Phum \| อำเภอทองผาภูมิ \| \| 8. \| Amphoe Sangkhla Buri \| อำเภอสังขละบุรี \| \| 9. \| Amphoe Phanom Thuan \| อำเภอพนมทวน \| \| 10. \| Amphoe Lao Khwan \| อำเภอเลาขวัญ \| \| 11. \| Amphoe Dan Makham Tia \| อำเภอด่านมะขามเตี้ย \| \| 12. \| Amphoe Nong Prue \| อำเภอหนองปรือ \| \| 13. \| Amphoe Huai Krachao \| อำเภอห้วยกระเจา \| |                            |                  |
| Nr. | Amphoe-Name                | Thai             |
| 1. | Amphoe Mueang Kanchanaburi | อำเภอเมืองกาญจนบุรี |
| 2. | Amphoe Sai Yok             | อำเภอไทรโยค      |
| 3. | Amphoe Bo Phloi            | อำเภอบ่อพลอย      |
| 4. | Amphoe Si Sawat            | อำเภอศรีสวัสดิ์      |
| 5. | Amphoe Tha Maka            | อำเภอท่ามะกา      |
| 6. | Amphoe Tha Muang           | อำเภอท่าม่วง       |
| 7. | Amphoe Thong Pha Phum      | อำเภอทองผาภูมิ     |
| 8. | Amphoe Sangkhla Buri       | อำเภอสังขละบุรี     |
| 9. | Amphoe Phanom Thuan        | อำเภอพนมทวน      |
| 10. | Amphoe Lao Khwan           | อำเภอเลาขวัญ      |
| 11. | Amphoe Dan Makham Tia      | อำเภอด่านมะขามเตี้ย |
| 12. | Amphoe Nong Prue           | อำเภอหนองปรือ     |
| 13. | Amphoe Huai Krachao        | อำเภอห้วยกระเจา   |

### Lokalverwaltung
Für das ganze Gebiet der Provinz besteht eine Provinz-Verwaltungsorganisation (องค์การบริหารส่วนจังหวัด, kurz อบจ., Ongkan Borihan suan Changwat; englisch Provincial Administrative Organization, PAO).
Auf dem Gebiet der Provinz gibt es zwei „Städte“ (เทศบาลเมือง – Thesaban Mueang), Kanchanaburi (เทศบาลเมืองกาญจนบุรี) und Tha Ruea Phra Thaen (เทศบาลเมืองท่าเรือพระแท่น). 
Daneben gibt es 31 „Kleinstädte“ (เทศบาลตำบล – Thesaban Tambon).